# Bulbophyllum jiewhoei
Bulbophyllum jiewhoei är en orkidéart som beskrevs av Jaap J. Vermeulen och P.O'byrne. Bulbophyllum jiewhoei ingår i släktet Bulbophyllum och familjen orkidéer. Inga underarter finns listade i Catalogue of Life.